# Aphiduromyzus rosae
Aphiduromyzus rosae är en insektsart. Aphiduromyzus rosae ingår i släktet Aphiduromyzus och familjen långrörsbladlöss. Inga underarter finns listade i Catalogue of Life.